# General Electric Building
Il General Electric Building, chiamato in passato anche 570 Lexington Avenue per evitare confusione con il Rockefeller Center, anch’esso rinominato GE Building fino al 2015, è un grattacielo di New York situato nell'East Side di Manhattan in prossimità dell'incrocio tra la 52ª strada e Lexington Avenue.
Progettato dall'architetto John Walter Cross, fu realizzato per ospitare la nuova sede principale della General Electric, tuttavia divenne in seguito sede di una sua sussidiaria, la RCA Records.

## Storia
L’edificio fu progettato nel 1928 da John Walter Cross, titolare del Cross&Cross Studio, su richiesta della General Electric, colosso industriale statunitense, per stabilire la propria nuova sede. 
Cross, dopo alcuni progetti preliminari, optò per una struttura in stile déco, seguendo la tendenza del momento. A quel tempo i maggiori costruttori di New York erano in costante competizione per realizzare il grattacielo più alto del mondo; a contendersi il primato c'erano principalmente William van Alen che aveva già progettato il vicino e coevo Chrysler Building e Craig Severance, autore del grattacielo della Manhattan Bank che stava sorgendo al numero 40 di Wall Street.
I lavori di costruzione ebbero inizio nel 1929, in piena crisi economica, tuttavia l’edificio fu completato nel 1931, divenendo uno dei simboli architettonici dell’art déco nel panorama di New York.
Fino al 1973 l'edificio ospitò la sede principale della General Electric, che in seguito trasferì i suoi uffici direttivi prima presso il Rockefeller Center, poi dal 2015 nella nuova sede operativa di Fairfied. Da allora l'edificio divenne sede della RCA Victor, in seguito nota come RCA Records, celebre etichetta discografica di proprietà del gruppo General Electric.
L’edificio è stato dichiarato New York City landmark nel 1985 ma nel 1993 soltanto un terzo dell'edificio era occupato da uffici e ciò non permise di coprirne gli ingenti costi di gestione, pertanto la General Electric donò l'intero immobile alla Columbia University  ottenendo uno sgravio fiscale di circa quaranta milioni di dollari.
La ristrutturazione interna e il parziale restauro conservativo dell'edificio realizzati nel 1994 sono stati diretti dal WCA Architects Design Group e attualmente la gestione dell'edificio è operata da due società di cui la Columbia University è ente associato.
Il 28 gennaio 2004 l'edificio è stato annoverato nel prestigioso National Register of Historic Places come edificio storico.

## Descrizione

### Esterno
L’edificio sorge a Manhattan, al 570 di Lexington Avenue, all’angolo con la 52ª strada, dove si trova l'attigua St. Bartholomew’s Church e a pochi isolati di distanza dal celebre Chrysler Building.
La vicina presenza della chiesa in stile neobizantino ha influenzato alcune scelte progettuali come il materiale e il colore del rivestimento e si è rivelata un accostamento quanto mai indovinato dato lo stile del General Electric Building che, pur essendo realizzato in stile déco, tuttavia comprende un complesso apparato decorativo caratterizzato da stilemi di chiara derivazione neogotica, come i fregi delle finestre o le decorazioni metalliche dei portoni di accesso, per culminare poi nell’elaborata sommità, arricchita da una moltitudine di sculture, guglie e pinnacoli.
L’edificio è costituito da un basamento di 15 piani che si rastrema progressivamente verso il venticinquesimo piano, da dove si innalza la struttura della torre a pianta ottagonale che raggiunge i 195 metri di altezza, per un totale di 50 piani. I suoi prospetti esterni, tutti caratterizzati da un uniforme rivestimento in mattone a vista come per il basamento, presentano due file di coppie di finestre quadrangolari per i prospetti principali e una fila soltanto per i prospetti angolari minori; a coronamento di ciascuna finestra spiccano timpani stilizzati con decorazioni geometriche in terracotta, mentre al piano stradale ciascun ingresso all'edificio o ai locali commerciali è decorato da un portale in porfido rosso scolpito.
L'ingresso principale dell'edificio è situato alla base dell'unico angolo a vista dell’edificio che appare arrotondato ed è caratterizzato da un incavo scandito da undici coppie di finestre curve alternate a blocchi sagomati di terracotta decorati da triadi di rilievi romboidali; esso è sormontato da una grande gargoyle allegorica in terracotta posta sulla sommità.
Al piano stradale, sopra il portale bipartito in porfido rosso scolpito dell'ingresso principale, spicca un orologio in acciaio cromato riportante il monogramma della General Electric sormontato da un'ulteriore decorazione allegorica in metallo che rappresenta due braccia le cui mani impugnano una saetta.
La sommità è decisamente l’elemento più caratterizzante dell’edificio, tanto che nel 1984 l'American Institute of Architects definì l'edificio «massimo esempio rappresentativo dell’architettura art déco in New York»; essa è assai elaborata ed è costituita da un fitto decoro in terracotta che riproduce un complesso insieme di guglie, pinnacoli e gargoyles che evocano forme di fulmini e onde radio, una vera e propria allegoria originariamente ideata dal progettista per magnificare la potenza dell'elettricità in stretta correlazione al settore in cui operava il committente.
A completare l'edificio vi è anche un articolato sistema di illuminazione esterna installato prevalentemente sulla sommità dell'edificio che illumina dall'interno il fitto decoro allegorico a tal punto da far sembrare la cima dell'edificio la fiamma di una torcia accesa.

### Interni

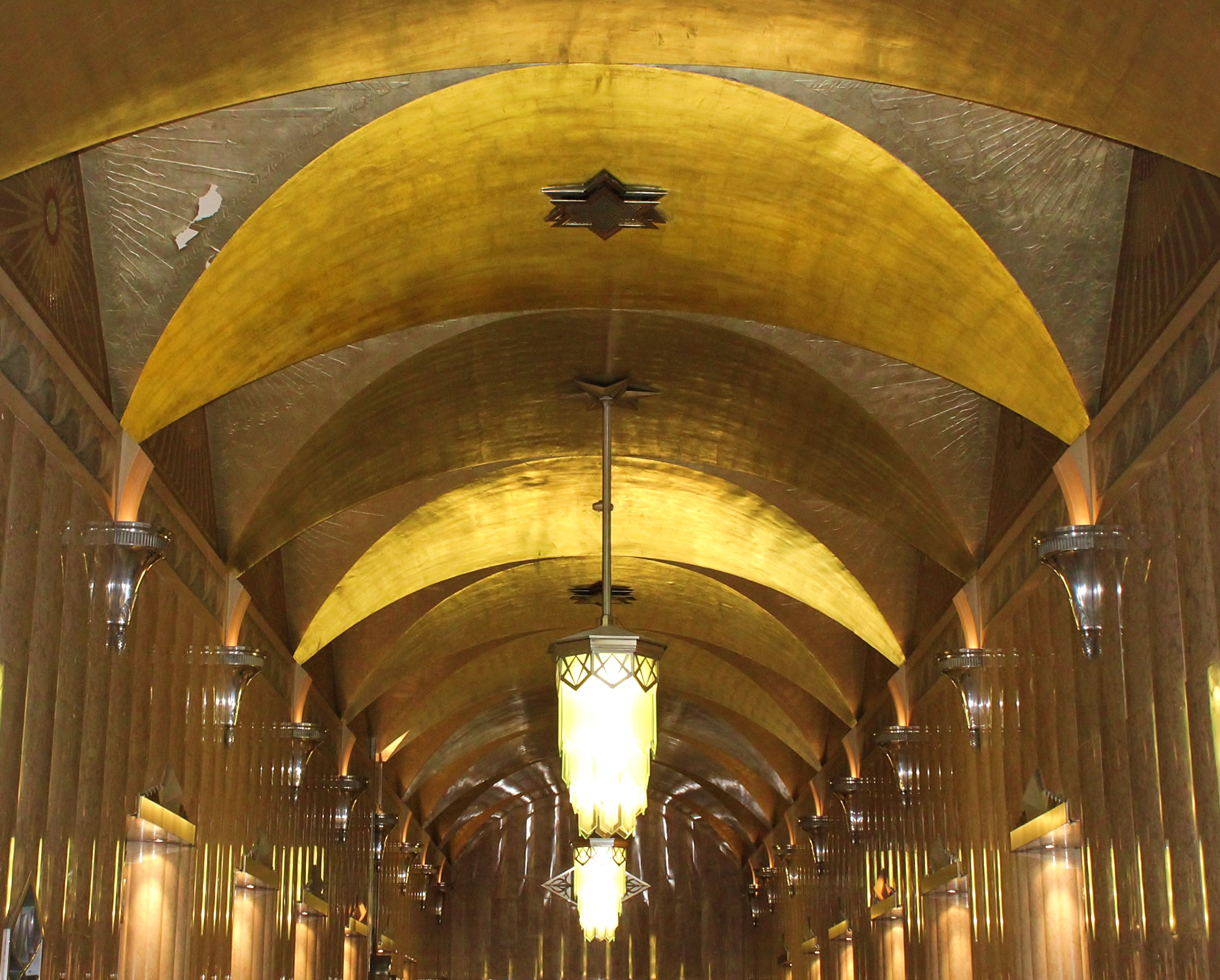
Un dettaglio dell’atrio interno

Gli interni sono altrettanto ricchi e presentano rivestimenti in porfido rosso e mogano, vetrate policrome, mosaici e un apparato decorativo in alluminio e acciaio cromato che comprende decorazioni di finestre, pannelli, lampadari e balaustre fittamente decorate; inoltre il soffitto dell'ampio atrio di ingresso è caratterizzato da volte a vela decorate in stucco argentato.